# Madonnan på ängen (Bellini)
Madonnan på ängen (italienska: Madonna del Prato) är en oljemålning av den italienske renässanskonstnären Giovanni Bellini. Den målades 1500–1505 och ingår sedan 1858 i National Gallerys samlingar i London. 
"Madonna med barnet" var Bellinis vanligaste motiv och denna målning är kanske den mest kända av dessa. Motivet blev i princip hans varumärke, liksom den meditativa rofylldhet och ömhet som karakteriserar dem. Här sover Jesusbarnet fridfullt under sin mors blickar, medan det dagliga livet pågår i bakgrunden i ett finstämt venetianskt landskap. Bara den dystra korpen i trädet och madonnans allvarliga uttryck varslar om sonens död, då han ska ligga på liknande sätt i hennes knä (jämför hans ungefär samtidigt målade Pietà). 